# Phoe Pyonn Cho
Phoe Pyonn Cho er en burmesisk drama film fra 1955.instrueret af Mya Maung.Filmen fik 3 Myanmar Academy Awards Bedste Film, Bedste mandlige hovedrolle, Bedste Børne skuespiller.

## Medvirkende
- Po Par Gyi
- Zeya
- Tin Tin Mu
- Win Mar
- Ba Chit